# Китт, Бруно
Бруно Китт (нем. Bruno Kitt; 9 августа 1906, Хайльсберг, Восточная Пруссия, Германская империя — 8 октября 1946, Хамельн) — гауптштурмфюрер СС, врач в концлагерях Освенцим и Нойенгамме.

## Биография
Бруно Китт родился 9 августа 1906 года в семье учителя. После окончания школы изучал естественные науки и позднее медицину в Мюнстерском университете. Получил степень доктора медицинских наук. 1 мая 1933 года вступил в НСДАП (билет № 3098828), а в августе того же года был зачислен в ряды СС (№ 246756). С 1936 года был доверенным врачом горнорабочего сообщества в Рурской области.
В марте 1942 года был призван в войска СС и прошёл базовую подготовку в концлагере Заксенхаузен. С июня 1942 года служил в концлагере Освенцим, став главным врачом в женском лазарете для заключённых в лагерном комплексе Биркенау, где проводил селекцию больных женщин-заключённых для последующей отправки в газовую камеру. Из-за того, что Китт заболел сыпным тифом, он был отправлен в лазарет. Некоторое время служил врачом в комплексе Мановиц.
Бывший узник Освенцима Герман Лангбайн описывал Китта как интеллигентного врача, который не был убеждённым национал-социалистом. Однажды Китт попросил своего начальника доктора Эдуарда Виртса отстранить его от должности врача в лагере, чтобы ему не пришлось участвовать в селекциях. Вслед за этим Виртс назначил его на должность войскового врача, что, впрочем, не освобождало его от отбора новоприбывших узников. В середине сентября 1943 года получил Крест «За военные заслуги» 2-го класса с мечами и звание гапутштурмфюрера СС. В июле 1944 года женился на лаборантке Кларе Маус, работавшей в концлагере Освенцим. У пары родился сын.
После эвакуации Освенцима в январе 1945 года Китт был переведён в концлагерь Нойенгамме, где служил лагерным врачом под начальством главного врача Альфреда Тжебински. Китт отвечал как за лечение лагерных эсэсовцев, так и за классификацию трудоспособности заключённых. В конце войны сопровождал морской транспорт с заключёнными, следовавший из сублагерей Нойенгамме в лагерь для военнопленных. Оттуда он сопровождал транспорт через Фленсбург в шведский город Мальмё и затем вернулся в Северную Германию.

### После войны
После войны был арестован британскими войсками и обвинён в соучастии в преступлениях в концлагере Нойенгамме. На процессе по делу о преступлениях в концлагере Нойенгамме 3 мая 1946 года был приговорён к смертной казни через повешение. 8 октября 1946 года приговор был приведён в исполнение в тюрьме Хамельна.